# Прогиб (тектоника)
Прогиб  — линейная отрицательная тектоническая структура. Заполняется мощной ( до 10-20 км) толщей осадочных или вулканогенных пород. Как правило, прогибы прилегают к одновозрастным тектоническими поднятиям. Могут быть как унаследованными, то есть формироваться согласно с более древней отрицательной структурой, так и наложенными, несогласно пересекающими древние структуры.

## Классификация
- геосинклинальные — прогибы складчатых поясов. Длинные желобообразные геосинклинальные прогибы также называются тектоническими трогами. На месте геосинклинальных прогибов формируются крупные синклинории.
- межгорные прогибы — тектонические депрессии между двумя горными поднятиями;
- краевые или передовые прогибы —  образуются на краю платформ в условиях сжатия растущими горными цепями. Они заполняются заполняются продуктами разрушения гор — молассами  или вулканическими породами;
- перикратонные прогибы — формируются на периферии платформ и переходят в краевые(передовые) прогибы складчатых поясов. Обычно имеют асимметричную форму, со стороны платформы борт прогиба более пологий, а со стороны складчатого пояса более крутой и сильной деформированный;.
- авлакогены — древние прогибы континентальных платформ, ограниченные разломами и связанные с рифтогенезом;
- молодные платформенные прогибы;
- предгорные —  возникают пот эпиплатформенном орогенезе и заполняются молассами  без проявлений вулканизма;
- периокеанские  — находятся на подводных границах континентов, тянутся параллельно береговой линии и вмещают до 15-20 км осадков, среди которых преобладают турбидиты[1].

## Полезные ископаемые
C прогибами связаны месторождения нефти, газа, угля и солей.

## См.также
- Складчатый пояс
- Тектоника
- Краевой прогиб
- Авлакоген